# Bokinka Pańska
Bokinka Pańska es un pueblo ubicado en la gmina Tuczna, distrito de Biała Podlaska, voivodato de Lublin, Polonia.

## Superficie
Cuenta con una superficie de 12,44 kilómetros cuadrados.

## Demografía
Hasta 2011 la población era de 172 habitantes, con una densidad de población de 13,83 habitantes por kilómetro cuadrado. Estaba conformada por 79 hombres (45,9%) y 93 mujeres (54,1%), según el censo de la Oficina Central de Estadística.